# Der Junge & der Oktopus
Der Junge & der Oktopus ist ein US-amerikanischer Weihnachts-Kurzfilm aus dem Jahr 2024 von Taika Waititi.

## Handlung
Ein Junge springt am Strand ins Meer. Bei seinem Tauchgang erschrickt er, als er einen kleinen Oktopus sieht und flüchtet aus dem Wasser. An Land muss er feststellen, das sich der Oktopus nun auf seinem Kopf befindet. Alle Versuche, ihn zu entfernen, scheitern. Zu Hause freundet er sich schließlich mit dem Oktopus an. Die beiden lernen gemeinsam für die Schule und vertreiben sich die Zeit. Eines Abends nimmt er den Oktopus auf den Weihnachtsmarkt mit, wo beide dem Zauber von Weihnachten erliegen. Am gleichen Abend setzt er den Oktopus auf seinen Weihnachtsbaum, wo er sich zu einer Christbaumkugel formt. Nachts hört der Junge einen Schrei und sieht schließlich den Weihnachtsmann vorbeifliegen, der den kleinen Oktopus nun auf seinem Kopf trägt.

## Hintergrund
Der Oktopus wurde von am&eveDDB zusammen mit Untold Studios per GCI erstellt. Der Dreh fand auf Mallorca und in Prag statt. Der Film enthält zahlreiche Anspielungen auf Disney-Filme und -Produkte. So versteckt sich der Oktopus unter einer Micky-Maus-Pudelmütze. Filmfiguren aus Lilo & Stitch, Toy Story und Vaiana finden sich im Film. Regisseur Taika Waititi versteckte außerdem eine Zeichnung von Kork aus der Thor-Filmreihe im Film. Diesen sprach er in Thor: Tag der Entscheidung selbst.
Der Film ist als Unterstützung und Werbung für die Stiftung Make-A-Wish-Foundation konzipiert.

## Veröffentlichung
Der Junge & der Oktopus hatte seine Premiere auf Disney+ am 12. November 2024. Gleichzeitig erschien er kostenlos auf YouTube.